# الدوري التركي الممتاز 1959
الدوري التركي الممتاز 1959 (بالتركية: 1959 Millî Lig)‏ هو الموسم 1 من  الدوري التركي الممتاز. الذي يشرف على تنظيمه اتحاد تركيا لكرة القدم، وكان عدد الأندية المشاركة فيه  16، وفاز فيه نادي فنربخشة.